# Cyanopyrenia
Cyanopyrenia är ett släkte av svampar. Cyanopyrenia ingår i klassen Eurotiomycetes, divisionen sporsäcksvampar och riket svampar.
|              | Pyrenulales                             |
|              |                                         |
|              | Onygenales                              |
|              |                                         |
|              | Verrucariales                           |
|              |                                         |
|              | Eurotiales                              |
|              |                                         |
|              | Chaetothyriales                         |
|              |                                         |
|              | Mycocaliciales                          |
|              |                                         |
|              | Coryneliales                            |
|              |                                         |
|              | Ascosphaerales                          |
|              |                                         |
|              | Arachnomycetales                        |
|              |                                         |
|              | Monascaceae                             |
|              |                                         |
|              | Strigulaceae                            |
|              |                                         |
|              | Eremascaceae                            |
|              |                                         |
|              | Amorphothecaceae                        |
|              |                                         |
|              | Rhynchomeliola                          |
|              |                                         |
|              | Sarcinomyces                            |
|              |                                         |
| Cyanopyrenia | \| \| Cyanopyrenia japonica \| \| \| \| |
|              | \| \| Cyanopyrenia japonica \| \| \| \| |
|              | Calyptrozyma                            |
|              |                                         |
|              | Arthropycnis                            |
|              |                                         |
|              | Rhynchostoma                            |
|              |                                         |
|              | Azureothecium                           |
|              |                                         |
|              | Cyanopyrenia japonica                   |
|              |                                         |

|  | Cyanopyrenia japonica |
|  |                       |